# Molophilus (Molophilus) cinereifrons
Molophilus (Molophilus) cinereifrons is een tweevleugelige uit de familie steltmuggen (Limoniidae). De soort komt voor in het Palearctisch gebied.